# Soguediano (xá)
Soguediano (em latim: Sogdianus; chamado de Secidiano por Ctésias, em persa: Sogdyậna) foi rei do Império Aquemênida entre 424 e 423 a.C. Seu irmão, Xerxes II, havia reinado por um ano (segundo algumas fontes)  dois meses (segundo outras)  ou quinze dias.

## Vida
Artaxerxes I, filho de Xerxes I e Améstris, só teve um filho legítimo, Xerxes II, filho de Damáspia. Damáspia morreu no mesmo dia que Artaxerxes I. Artaxerxes I teve dezessete filhos ilegítimos, dentre os quais Secidiano, filho da babilônica Alogina, Oco (o futuro rei Dario II) e Arsites pela babilônia Cosmartidene e Bagapeu e Parisátide pela babilônia Andria. Durante o reinado de Artaxerxes I, Oco foi feito sátrapa da Hircânia e casou-se com sua meio-irmã Parisátide.
Secidiano conspirou com os eunucos e assassinou Xerxes II quando este estava dormindo, depois de ficar bêbado em um festival, quarenta e cinco dias depois da morte de seu pai. Os corpos de pai e filho foram levados juntos para Pasárgada, porque as mulas que levariam o corpo do pai haviam se recusado a andar, como se esperassem o filho, e se moveram assim que este corpo chegou.
Secidiano mandou matar Bagorazo por apedrejamento, o que deixou o exército insatisfeito, além da morte de Xerxes II.
Secidiano convocou Oco para a corte, mas este, unindo-se a generais e eunucos, reuniu um grande exército e foi coroado rei. Oco assumiu o nome real de Dario (Dario II) e atraiu Secidiano com um truque, o prendeu e o matou por fogo.
Soguediano reinou por sete meses (ou seis meses e quinze dias) e foi assassinado por seu sucessor, Dario II, que reinou por dezenove anos. O reinado efêmero de Soguediano ocorreu no ano da 89a olimpíada.